# Омельченко, Алексей Сергеевич
Алексе́й Серге́евич Оме́льченко (укр. Олексій Сергійович Омельченко; род. 20 июня 1989, Львов) — украинский футболист, нападающий клуба «Львов».
Выступал за студенческую сборную Украины на летней Универсиаде 2011.

## Биография
Алексей Омельченко родился 20 июня 1989 года во Львове. Воспитанник местных «Карпат». В детско-юношеской футбольной лиге Украины выступал с 2002 года по 2006 год за «Карпаты», где тренером был Тарас Ткачик.

### Клубная карьера
Воспитанник львовских «Карпат», где и начал профессиональную карьеру. В основном выступал за фарм-клуб — «Карпаты-2». В 2011 году на правах аренды играл за иванофранковское «Прикарпатье». В 2013 году являлся игроком днепродзержинской «Стали».

#### «Карпаты» (Львов)
Летом 2006 года после окончания школы «Карпат» стал выступать за «Карпаты-2», затем за дубль «Карпат» в молодёжном чемпионате. За «Карпаты-2» во Второй лиге Украины дебютировал в 17 лет, 15 августа 2006 года в домашнем матче против иванофранковского «Факела» (1:1), Омельченко вышел на 78 минуте вместо Юрия Фурты. Первый гол за «Карпаты-2» забил 22 сентября 2006 года в выездном матче против ровненского «Вереса» (2:3), Омельченко забил гол на 21 минуте в ворота Андрея Сикальского. В следующем матче 29 сентября 2006 года против плиской «Еднисти» (3:0), Омельченко забил 2 мяча в ворота Владислава Черняева.
В январе 2007 года главный тренер основной команды «Карпат» Александр Ищенко, взял Алексея на сборы в Турции. В феврале 2007 принял участие в составе «Карпат-2» в Мемориале Эрнеста Юста, а после побывал на сборах в Крыму. Всего в сезоне 2006/07 провёл во Второй лиге 20 матчей и забил 3 мяча, в молодёжном первенстве Украины сыграл в 11 матчах и забил 2 мяча.
4 августа 2007 года дебютировал в чемпионате Украины в выездном матче против «Харькова» (1:0), Омельченко вышел под 13 номером на 84 минуте вместо Сергея Пшеничных. В сезоне 2007/08 стал самым молодым игроком в составе «Карпат». В январе 2008 года поехал на сборы в Турцию в составе дублирующего состава, однако позже тренировался с основной командой. В феврале 2008 года вместе с основной командой «Карпат» поехал на тренировочные сборы в Испанию. Всего в сезоне 2007/08 за «Карпаты-2» провёл 18 матчей и забил 2 мяча, в молодёжном чемпионате сыграл в 26 играх, в которых забил 5 мячей.
В сентябре 2008 года участвовал на международном турнире Кубок Кароля Войтылы, «Карпаты-2» дошли до финала где уступили римскому «Лацио» (3:1). 25 мая 2009 года в последнем 30 туре молодёжного чемпионата сезона 2008/09 в матче против «Львова» (2:0), Омельченко начал игру в стартовом составе и в дебюте получил тяжёлую травму — перелом малой берцовой кости правой стопы. После чего на 9 минуте был заменён на Ярослава Сворака. Омельченко прооперировали в отделении травматологии 8-й городской больницы Львова. Всего в сезоне 2008/09 в молодёжном чемпионате провёл 29 матчей и забил 5 мячей.
Из-за травмы он не играл в первой половине сезона 2009/10. В январе 2010 года побывал на сборах в Турции в составе основной команды в «Карпат». В феврале 2010 года участвовал на Кубке Крымтеплицы, молодёжный состав «Карпат» занял 6 место. В матче за 5 место команда уступила по пенальти ялтинскому «Форосу». В сезоне 2009/10 дубль «Карпат» стал победителем молодёжного чемпионата, под руководством Романа Толочко, Омельченко в этом сезоне сыграл 13 матчей и забил 1 гол.
Главный тренер «Карпат» Олег Кононов взял Алексея на матч 22 сентября 2010 года, 1/16 финала Кубка Украины против комсомольского «Горняка-Спорт» (0:5), Омельченко вышел на 68 минуте вместо Григория Баранца. В конце сентября 2010 года вместе с основным составом «Карпат» поехал на краткосрочный сбор в Крым. Зимой 2011 года вместе с дублем «Карпат» отправился на сбор в Крым. Омельченко также принял участие в Кубке Крымтеплицы, молодёжный состав «Карпат» на нём занял 2 место. Всего в сезоне 2010/11 в молодёжном первенстве сыграл 26 матчей и забил 9 мячей.
Летом 2011 года побывал на сборах вместе с основной командой «Карпат» в Австрии. В июле 2011 года также провёл 2 матча в молодёжном первенстве. Омельченко не стал основным игроком «Карпат», сыграв в основном составе всего в 2 официальных матчах. В молодёжном чемпионате провёл 107 матчей и забил 22 гола, в составе «Карпат-2» во Второй лиге провёл 38 матчей и забил 5 мячей.

#### Дальнейшая карьера
Позже, летом 2011 года был отдан в аренду в иванофранковское «Прикарпатье», которое выступало во Второй лиге Украины. В команде взял 18 номер. Команда собиралась по ходу сезона и не проходила предсезонные сборы. Также в «Прикарпатье» выступали бывшие воспитанники и игроки, а также арендованные игроки «Карпат», такие как: Андрей Гурский, Андрей Сагайдак, Ярослав Куцяба, Александр Яремчук, Игорь Ильчишин и Олег Веприк.
27 августа 2011 года дебютировал в составе команды во Второй лиге в домашнем матче против тернопольской «Нивы» (2:3), Омельченко вышел на 58 минуте вместо Андрея Олийника. 15 октября 2011 года в выездном матче против болградского «СКАД-Ялпуг» (1:6), Омельченко забил гол на 76 минуте в ворота Александра Высоцкого. Всего за «Прикарпатье» во Второй лиге провёл 8 матчей, в которых забил 1 мяч и вскоре покинул команду. Зимой 2012 года мог перейти в клуб «Львов», в который перешли множество игроков «Карпат».
Весной 2013 года перешёл во второлиговую днепродзержинскую «Сталь». В команде Омельченко взял 13 номер. В составе команды дебютировал 13 апреля 2013 года в матче против «Макеевуголя» (2:4), в этой игре он вышел на замену и получил жёлтую карточку. В следующей игре, 20 апреля против «Севастополя-2» (2:1) забил единственный гол за «Сталь». Всего во второй половине сезона 2012/13 провёл 6 матчей и забил 1 гол. В первой половине сезона 2013/14 в составе «Стали» сыграл в 4 играх.
В начале 2014 года стал игроком чешского клуба «Лишень» из Брно, который выступает в Третьей лиге Чехии. В команде Алексей взял 9 номер.

### Карьера в сборной
Алексей Омельченко был вызван главным тренером студенческой сборной Украины Владимиром Лозинским на летнюю Универсиаду 2011 в Китае. В своей первой игре Украина обыграла Малайзию со счётом (2:1) и заработала свои единственные 3 очка на турнире. В следующем матче Украина уступила России (1:0), а после Бразилии (1:2). В итоге Украина заняла 3 место, уступив России и Бразилии и обогнав Малайзию, покинула турнир. Омельченко на Универсиаде сыграл во всех 3 матчах.

## Стиль игры
Омельченко выступает на позиции нападающего. Его называют типичным нападающим таранного типа. Его положительные качества — высокий рост, скорость, тактическая и техническая подготовка, владеет сильным ударом с обеих ног.

## Личная жизнь
По характеру — флегматик. Учился во Львовском государственном университете физической культуры.

## Статистика
| Сезон                                    | Команда                                  | Чемпионат                                | Чемпионат | Чемпионат | Кубок         | Кубок | Кубок | Молодёжное первенство        | Молодёжное первенство | Молодёжное первенство | Всего | Всего |
| Сезон                                    | Команда                                  | Турнир                                   | Матчи     | Голы      | Турнир        | Матчи | Голы  | Турнир                       | Матчи                 | Голы                  | Матчи | Голы  |
| ---------------------------------------- | ---------------------------------------- | ---------------------------------------- | --------- | --------- | ------------- | ----- | ----- | ---------------------------- | --------------------- | --------------------- | ----- | ----- |
| 2006/07                                  | Карпаты-2                                | Вторая лига Украины                      | 20        | 3         | —             | —     | —     | —                            | —                     | —                     | 20    | 3     |
| 2007/08                                  | Карпаты-2                                | Вторая лига Украины                      | 18        | 2         | —             | —     | —     | —                            | —                     | —                     | 18    | 2     |
| Всего за «Карпаты-2»                     | Всего за «Карпаты-2»                     | Всего за «Карпаты-2»                     | 38        | 5         | —             | —     | —     | —                            | —                     | —                     | 38    | 5     |
| 2006/07                                  | Карпаты (Львов)                          | Чемпионат Украины                        | 0         | 0         | Кубок Украины | 0     | 0     | Молодёжный чемпионат Украины | 11                    | 2                     | 11    | 2     |
| 2007/08                                  | Карпаты (Львов)                          | Чемпионат Украины                        | 1         | 0         | Кубок Украины | 0     | 0     | Молодёжный чемпионат Украины | 26                    | 5                     | 27    | 5     |
| 2008/09                                  | Карпаты (Львов)                          | Чемпионат Украины                        | 0         | 0         | Кубок Украины | 0     | 0     | Молодёжный чемпионат Украины | 29                    | 5                     | 29    | 5     |
| 2009/10                                  | Карпаты (Львов)                          | Чемпионат Украины                        | 0         | 0         | Кубок Украины | 0     | 0     | Молодёжный чемпионат Украины | 13                    | 1                     | 13    | 1     |
| 2010/11                                  | Карпаты (Львов)                          | Чемпионат Украины                        | 0         | 0         | Кубок Украины | 1     | 0     | Молодёжный чемпионат Украины | 26                    | 9                     | 27    | 9     |
| 2011/12                                  | Карпаты (Львов)                          | Чемпионат Украины                        | 0         | 0         | Кубок Украины | 0     | 0     | Молодёжный чемпионат Украины | 2                     | 0                     | 2     | 0     |
| Всего за «Карпаты» (Львов)               | Всего за «Карпаты» (Львов)               | Всего за «Карпаты» (Львов)               | 1         | 0         | —             | 1     | 0     | —                            | 107                   | 22                    | 109   | 22    |
| 2011/12                                  | Прикарпатье (ИФ)                         | Вторая лига Украины                      | 8         | 1         | Кубок Украины | 0     | 0     | —                            | —                     | —                     | 8     | 1     |
| Всего за «Прикарпатье» (Ивано-Франковск) | Всего за «Прикарпатье» (Ивано-Франковск) | Всего за «Прикарпатье» (Ивано-Франковск) | 8         | 1         | —             | 0     | 0     | —                            | —                     | —                     | 8     | 1     |
| 2012/13                                  | Сталь (Д)                                | Вторая лига Украины                      | 6         | 1         | —             | —     | —     | —                            | —                     | —                     | 6     | 1     |
| 2013/14                                  | Сталь (Д)                                | Вторая лига Украины                      | 4         | 0         | Кубок Украины | 0     | 0     | —                            | —                     | —                     | 4     | 0     |
| Всего за «Сталь» (Днепродзержинск)       | Всего за «Сталь» (Днепродзержинск)       | Всего за «Сталь» (Днепродзержинск)       | 10        | 1         | —             | 0     | 0     | —                            | —                     | —                     | 10    | 1     |
| 2014/15                                  | Лишень                                   | Третья лига Чехии                        | ?         | ?         | —             | ?     | ?     | —                            | —                     | —                     | ?     | ?     |
| Всего за «Лишень»                        | Всего за «Лишень»                        | Всего за «Лишень»                        | ?         | ?         | —             | ?     | ?     | —                            | —                     | —                     | ?     | ?     |
| Всего за карьеру                         | Всего за карьеру                         | Всего за карьеру                         | 57        | 7         | —             | 1     | 0     | —                            | 107                   | 22                    | 165   | 29    |